# Холокост в Венгрии
Холокост в Венгрии (венг. Zsidó holokauszt Magyarországon) — преследование и уничтожение евреев в Венгрии в период Второй мировой войны немецкими нацистами и их венгерскими союзниками. Погибло более 70 процентов венгерских евреев.

## Антисемитизм в Венгрии в XIX веке
Антисемитские настроения в Венгрии были чрезвычайно сильны в XIX веке особенно во время революции 1848 года в виде массовых погромов. Венгерский парламент стал трибуной антисемитизма. Пиком антисемитских настроений стал кровавый навет в Тисаэсларе и погромы 1883—1884 годов. К середине 1890-х эта волна сошла на нет и в начале XX века историк Hиколай Борецкий-Бергфельд оптимистично писал, что антисемитской буре «не удалось оставить здесь глубоких „идейных“ следов».

## Антисемитская политика режима Хорти
После Первой мировой войны, когда от Венгрии был отторгнут ряд территорий, еврейское население страны уменьшилось и составило к 1920 году 473 тысячи человек.
В Венгрии с 1920 г. существовал авторитарный режим Миклоша Хорти. Доктриной этого режима была антисемитская и антикоммунистическая «Сегедская идея», руководствуясь которой режим осуществил массовые расправы над коммунистами и евреями, подозреваемыми в сотрудничестве с ними. В дальнейшем этот режим начал осуществлять антисемитскую политику в 1938 году, когда был принят «Первый еврейский закон», устанавливавший квоту на максимальную долю еврейского населения в трудовой занятости в 20 %. В 1939 г. был принят «Второй еврейский закон», ещё более урезавший квоты еврейского населения в трудовой занятости и предпринимательстве. К тому же принятый закон определял еврейство как расу, а не как религию, что меняло статус евреев, принявших ранее христианство.
После вступления Венгрии во Вторую мировую войну в июле 1941 года венгерское правительство переложило ответственность за 18 000 евреев, живущих в Карпатской Рутении, на германские вооружённые силы. Эти евреи, не будучи гражданами Венгрии, были сосланы в район под Каменец-Подольским. 16 000 из них было расстреляно подразделениями местной айнзатцгруппы.
Через полгода после событий под Каменец-Подольским в качестве репрессалии за ведение партизанских действий венгерские войска убили 3000 сербов и евреев, задержанных в городе Нови-Сад.
В августе 1941 был принят «Третий еврейский закон», который налагал запрет на бракосочетания и половые контакты между евреями и венграми.

## «Трудовые батальоны»
Евреев Венгрии с 1940 года массово принудительно вербовали в так называемые «трудовые батальоны», часть которых была впоследствии направлена на оккупированную советскую территорию. Свою службу они несли без оружия, большей частью с лопатами, кирками, ломами в руках, в собственной гражданской одежде и обязаны были носить специальные дискриминационные отличительные знаки. Тысячи членов этих подразделений умерли от жестокого обращения со стороны венгерских офицеров, голода, холода и болезней. Зафиксированы случаи массовых убийств членов трудовых батальонов венгерскими военными.
По оценкам историков, после разгрома Второй венгерской армии под Воронежем в советский плен попало от 20 до 30 тысяч членов трудовых батальонов. По словам выживших, в советском плену к ним относились как врагам, не делая разницы между воевавшими с оружием в руках и подневольными безоружными рабочими. Значительная часть попавших в плен погибла.
Согласно официальной позиции израильского Мемориального комплекса истории Холокоста «Яд ва-Шем», члены трудовых батальонов считаются жертвами Холокоста.

## Немецкая оккупация
К весне 1944 года погибло около 63 тысяч евреев (8 % еврейского населения).
19 марта 1944 года Германия начала операцию «Маргарете». Германские войска оккупировали Венгрию. После этого евреи были заключены в гетто. В частности, 15 июня 1944 года министр внутренних дел Венгрии издал приказ о создании гетто в Будапеште. Согласно приказу, под гетто было выделено 2000 домов, помеченных жёлтыми звёздами и огороженных стеной. Всего в гетто планировалось переселить 220 тыс. евреев. 25 июня для евреев Будапешта был введён комендантский час.
Немцы начали отправку евреев в лагеря смерти на территории Польши. Вопросом депортации евреев занимался Адольф Эйхман. В период с 15 мая по 9 июля было депортировано 437 402 евреев, все из которых, за исключением 15 000 человек, были отправлены в Освенцим.
Согласно показаниям сотрудника Эйхмана Дитера Вислицени, депортация евреев из Венгрии проходила в четыре этапа. Первый этап — Карпато-Руссия и Северная Трансильвания, откуда было депортировано около 320 000 человек. Второй этап — Северная Венгрия, включая территории, уступленные Словакией. Из этой зоны было депортировано около 42 000 человек. Третий этап охватывал Южную Венгрию, включая Сегед, откуда было депортировано 46 000 человек. Четвёртый этап — Западная Венгрия, откуда было депортировано около 40 000 евреев. Действия в этом районе начались в конце первого этапа и продолжились во время второго в Северной Венгрии. В Бачке была проведена специальная операция, в которой приняли участие около 10 000 человек. Общая численность депортированных за эти четыре этапа составила около 468 000 человек.
После публикации так называемых «Протоколов Освенцима» с информацией о массовых убийствах евреев в нацистских лагерях на территории Польши, Миклош Хорти под давлением со стороны мировых лидеров 7 июля 1944 года приказал остановить депортации евреев в лагеря смерти. В августе 1944 года Хорти назначил премьер-министром генерала Гезу Лакатоша, сместив прогерманское правительство Дёме Стояи. При этом 4 сентября Венгрия объявила войну Румынии, присоединившейся к союзным державам. Венгерские войска, вторгшиеся в Трансильванию, подвергли живших там евреев преследованиям.

## Переворот Салаши

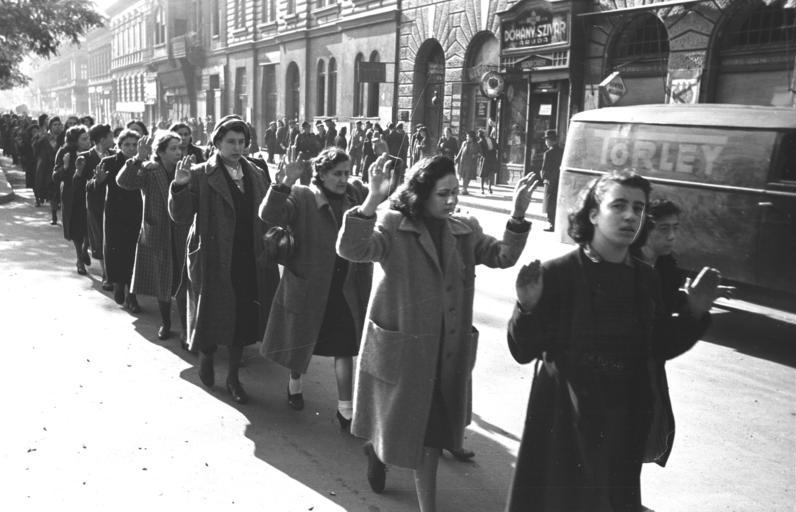
Массовые аресты евреев в Будапеште, октябрь 1944 г. (режим Салаши)

В сентябре 1944 года советские войска пересекли венгерскую границу. 15 октября Хорти заявил о заключении перемирия с Советским Союзом, однако венгерские войска не прекратили ведение боевых действий. Германия провела операцию «Панцерфауст», в ходе которой отрядом СС был похищен и взят в заложники сын Миклоша Хорти. Это вынудило его аннулировать перемирие и передать власть Ференцу Салаши.
В сотрудничестве с Германией Салаши возобновил депортации евреев, которым подверглись теперь и евреи Будапешта. Тысячи евреев были убиты активистами партии «Скрещённые стрелы».

## Спасение евреев
Ряд иностранных дипломатов и общественных деятелей оказали существенную помощь в спасении венгерских евреев. Среди спасителей евреев известны Рауль Валленберг, Карл Лутц, Хосе Артуро Кастельянос, Джорджо Перласка, Генрик Славик и другие. Они выдавали евреям документы своих государств, защищали их от нацистов и спасли десятки тысяч человек. Венгерский сурдопедагог Дежё Канижаи укрывал еврейских детей в Еврейской школе для глухих.
883 граждан Венгрии были признаны Праведниками мира за участие в спасении евреев от Холокоста. Корреспондент «The New York Times» Анна МакКормик писала в защиту Венгрии как последнего прибежища евреев в Европе: «До тех пор, пока венгры могли чувствовать себя хозяевами в своих же домах, они пытались укрыть евреев».

## Число погибших

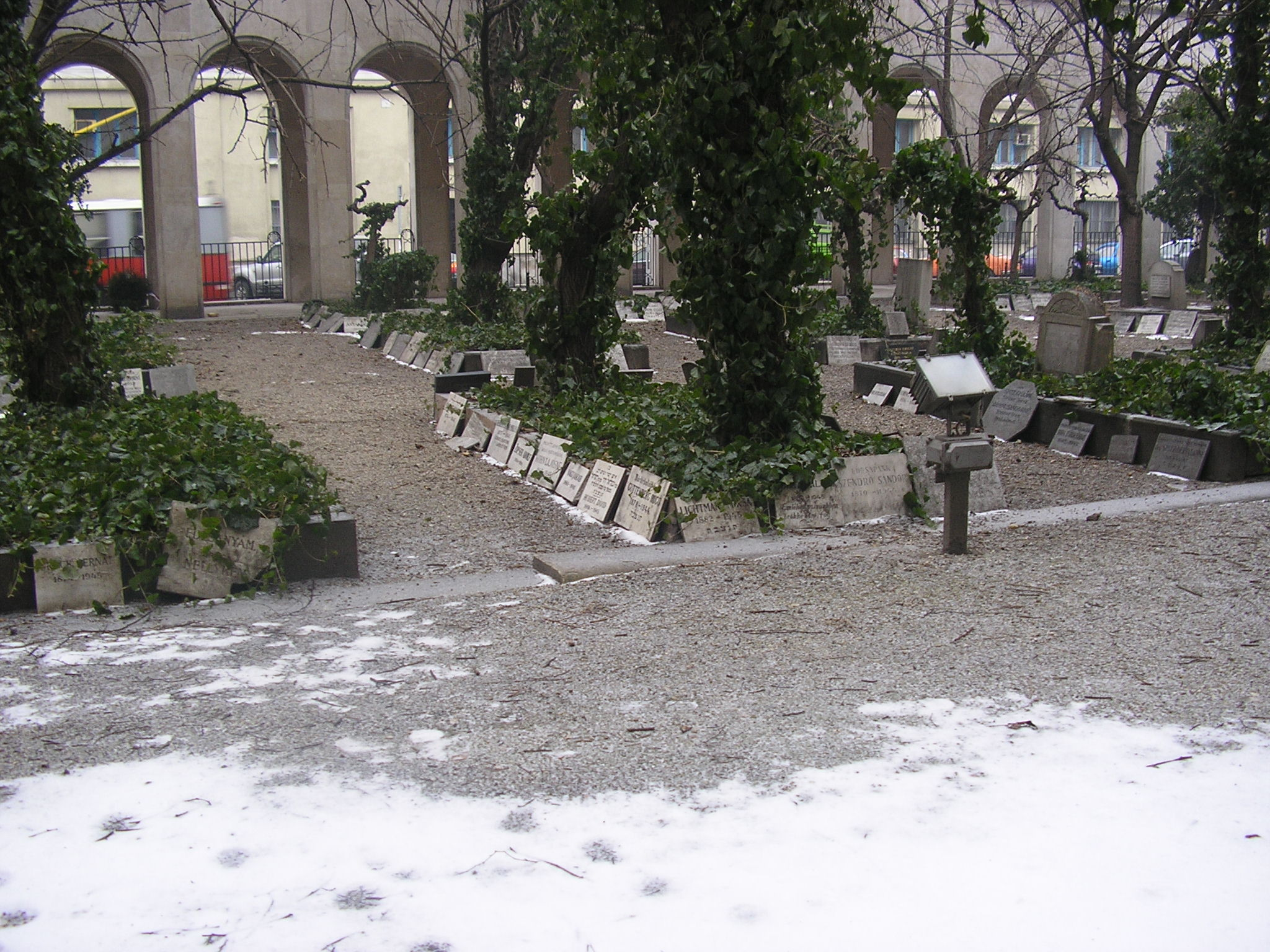
Братская могила венгерских евреев, убитых в гетто в Будапеште

Из приблизительно 800 000 евреев, живших на территории Венгрии к 1941 году, только около 200 000 пережило Холокост. По другим данным, из 803—850 тысяч погибло около 565 тысяч. За два года в Венгрии было уничтожено по разным источникам от 500 тысяч до 600 тысяч евреев. Всего в Венгрии погибло примерно 70 % еврейского населения.
В лагеря смерти было депортировано от 28 до 33 тысяч человек из общей численности венгерских цыган, оцениваемой в 70—100 тысяч.

## Послевоенная оценка
После прихода к власти просоветского режима М. Ракоши были развёрнуты репрессии против деятелей бывшего режима. Несмотря на то, что им нередко инкриминировалось, в том числе, и уничтожение евреев, официальная пропаганда избегала широко освещать Холокост, в особенности после начала «антисионистской» кампании конца 1940-х — начала 1950-х гг. Как писал крупнейший исследователь геноцида венгерских евреев Рэндольф Брэм, при режиме сталинистов «Холокост практически погрузился в оруэлловскую чёрную дыру истории». Иштван Деак отмечал, что героями и жертвами борьбы с нацистами стали коммунисты и другие прогрессивные силы, а евреи были обозначены как «венгры-антифашисты».
В посткоммунистической Венгрии «Закон о компенсации» был принят в июне 1991 года. Впоследствии этот закон был дополнен другими нормативными актами. Одно из дополнений касалось евреев, которые лишились собственности в период 1939—1944.
В память о Холокосте в 2005 году на набережной Дуная в Будапеште установлен мемориал.
В декабре 2007 года правительство Венгрии подписало соглашение с Общественным фондом еврейского наследия в Венгрии («Мажок») о выплате в течение следующих пяти лет 21 млн долларов США для возмещения ущерба пострадавшим во время Холокоста. В 2012 году правительство Венгрии потребовало вернуть перечисленные деньги, поскольку отвечавшая за распределение средств американская организация Клеймс Конференс не смогла доказать их целевое использование. В 2013 году вопрос был урегулирован.
Летом 2009 года в Венгрии был отклонён, а 22 февраля 2010 года принят закон, предусматривающий за отрицание Холокоста уголовное преследование и до 3 лет лишения свободы. Он был впервые применён на практике 3 февраля 2013 года, когда суд Будапешта приговорил к 18 месяцам тюрьмы участника демонстрации, нёсшего плакат с текстом, отрицающим Холокост. Ещё один приговор по этой статье был вынесен в 2016 году — Юхос Норберт был приговорен к 400 дням тюрьмы или 800 тыс. форинтов штрафа за отрицание Холокоста в соцсетях.